# 매디 (가수)
매디(1992년 ~)는 대한민국의 가수다. 2016년 싱글 앨범 [Rollercoaster]로 데뷔했다.

## 학력
- 단국대학교 생활실용음악과 보컬전공 학사

## 방송
- 보컬플레이 2 (2019) - Top50
- 너의 목소리가 보여 8 (2021)
- 내일은 국민가수 (2021) - Top42(35위)